# Acte (mythologie)
Acte (Oudgrieks: Ἀκτή) was in de Griekse mythologie het negende Hora (Uur) die het voortouw nam over het uur van eten en plezier, de tweede van de werkuren in de namiddag.
Ze was de zus van de andere elf Hora: Anatole (Zonsopgang), Auge (Eerste Licht), Musia (Uur van Muziek), Gymnastica (Uur van Sport), Nymphe (Uur van Bad), Mesembria (Middag), Sponde (Libatie), Elete (Uur van Bidden), Hesperis (Avond), Dysis (Zonsondergang) en Arctus (Nachtlucht).
Hun vader was  Helios (Zon) of Chronos (Tijd). 